# Bergantino

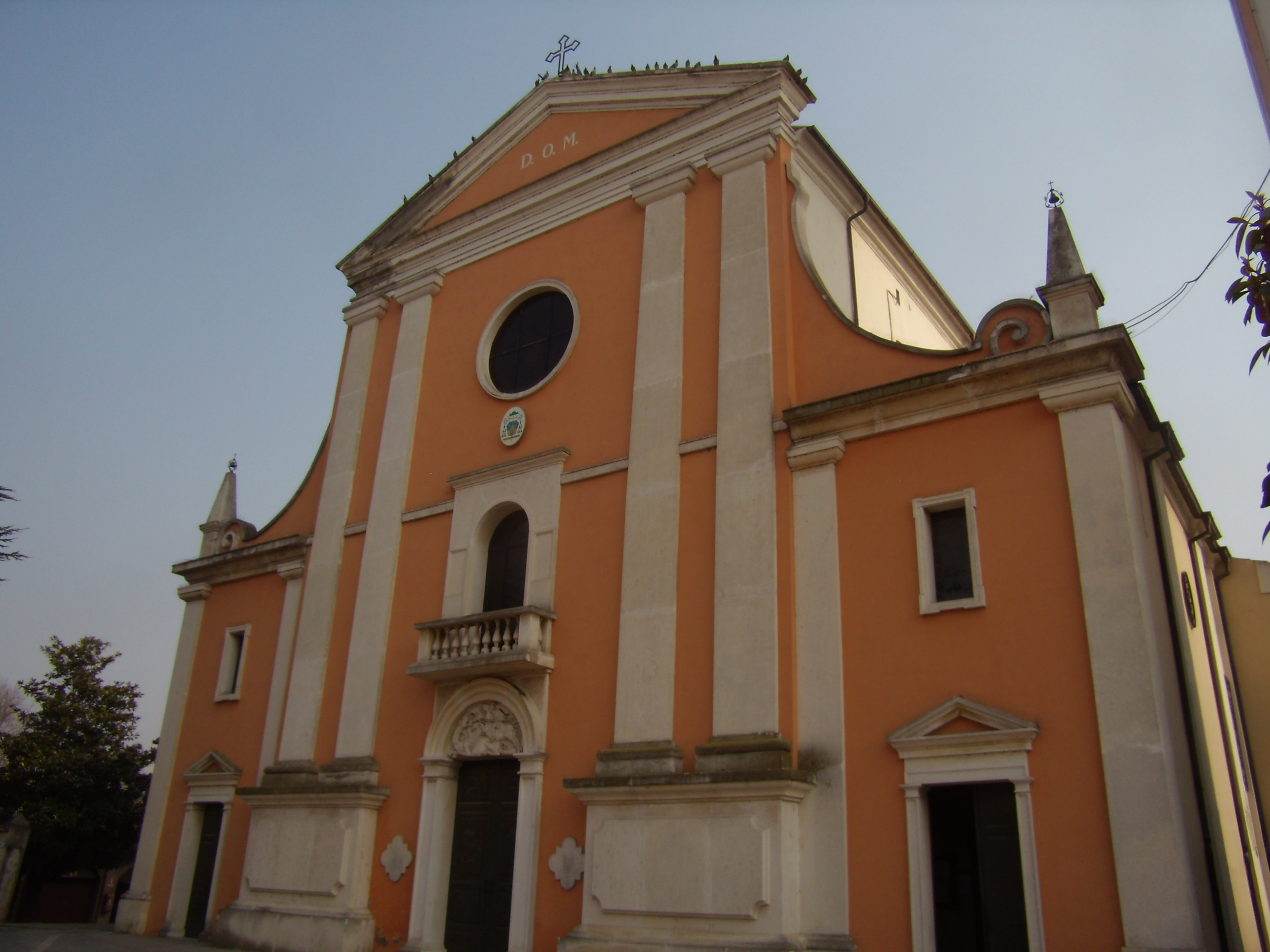
iglesia - Bergantino - Rovigo

Bergantino es una localidad y comune italiana de la provincia de Rovigo, región de Véneto, con 2.606 habitantes.
Bergantino también es el nombre que se le da al tipo de barco-velero proveniente de esta región, por contar con su Denominación de origen

## Evolución demográfica
| Gráfica de evolución demográfica de Bergantino entre 1861 y 2001 |
|                                                                  |
| Fuente ISTAT - elaboración gráfica de Wikipedia                  |